# Druhá vláda Dimitrise Christofiase

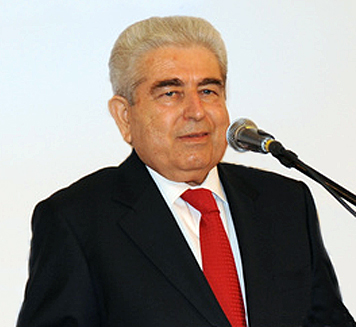
Prezident Christofias (2011)

Druhá vláda Dimitrise Christofiase byla vláda Kyperské republiky. Funkci předsedy vlády zaujímal prezident Dimitris Christofias.
Vláda byla ve funkci od roku 2011 do roku 2013, tvořili ji zástupci marxistické a komunistické strany Pokroková strana pracujícího lidu (AKEL).

## Členové vlády
| Portfej                                        | Ministr                        | Strana | Strana | V úřadu od      | V úřadu do      |
| ---------------------------------------------- | ------------------------------ | ------ | ------ | --------------- | --------------- |
| Prezident Kyperské republiky                   | Dimitris Christofias           |        | AKEL   | 5. srpna 2011   | úřadující       |
| Ministryně zahraničí                           | Erato Kozakouová-Marcoullisová |        | AKEL   | 5. srpna 2011   | úřadující       |
| Ministryně vnitra                              | Eleni Mavrouová                |        | AKEL   | 5. srpna 2011   | úřadující       |
| Ministr financí                                | Kikis Kazamias                 |        | AKEL   | 5. srpna 2011   | 23. března 2012 |
| Ministr financí                                | Vasos Shiarly                  |        | AKEL   | 23. března 2012 | úřadující       |
| Ministr obrany                                 | Dimitris Iliadis               |        | AKEL   | 5. srpna 2011   | úřadující       |
| Ministr dopravy                                | Euthimios Flourentzos          |        | AKEL   | 5. srpna 2011   | úřadující       |
| Ministryně práce                               | Sotiroula Charalampusová       |        | AKEL   | 5. srpna 2011   | úřadující       |
| Ministr školství a kultury                     | Giorgos Dimosthenous           |        | AKEL   | 5. srpna 2011   | úřadující       |
| Ministr/yně hospodářství, průmyslu a turistiky | Praksoula Antoniadouová        |        | AKEL   | 5. srpna 2011   | 20. března 2012 |
| Ministr/yně hospodářství, průmyslu a turistiky | Neoklis Silikiotis             |        | AKEL   | 20. března 2012 | úřadující       |
| Ministr zdravotnictví                          | Stavros Malas                  |        | AKEL   | 5. srpna 2011   | úřadující       |
| Ministr zemědělství a životního prostředí      | Sofoklis Aletratis             |        | AKEL   | 5. srpna 2011   | úřadující       |
| Ministr spravedlnosti a veřejného pořádku      | Loukas Louka                   |        | AKEL   | 5. srpna 2011   | úřadující       |
| Tiskový mluvčí                                 | Stefanos Stefanou              |        | AKEL   | 5. srpna 2011   | úřadující       |